# Llacuna del Samaruc
La Llacuna del Samaruc és una llacuna del País Valencià, que pertany al Parc Natural de l'Albufera de València i està situada a l'extrem nord-est del municipi d'Algemesí. Ha estat declarada Àrea de Reserva del Samaruc, i també microreserva de flora per part de la Generalitat Valenciana (DOGV -butlletí oficial- amb data 02-12-2002). Les microreserves d'elevat valor botànic són parcel·les d'espai reduït destinades al seguiment i conservació de les espècies vegetals endèmiques. S'hi poden trobar a l'aiguamoll espècies amenaçades com el nenúfar blanc (Nymphaea alba); el trèvol de quatre fulles o agret d'aigua (Marsilea quadrifolia) i la trencadalla o trencadella (Lythrum salicaria).
Des que en 1996 es creara la reserva, s'han alliberat un total de 46.000 samarucs punxosets (Cobitis paludica) i 150 bavoses de riu (Blennius fluviatilis). L'administració també col·labora amb la solta del fartet (Aphanius iberus), una espècie autòctona en perill d'extinció.
La llacuna va ser visitada per més de 700 persones durant l'any 2016, xifra que va duplicar les visites de l'any anterior.